# 桑原史成
桑原 史成（くわばら しせい、本名はふみあき、1936年10月7日 - ）は、日本の報道写真家。水俣病の先駆的な写真家として知られる。

## 来歴・人物
島根県鹿足郡木部村（現・津和野町）生まれ。
1960年3月、東京農業大学と東京総合写真専門学校をともに卒業。フリーの写真家になることを目指す。就職を選ばなかったため、母親から一度郷里に帰れという電報が届く。東京駅に餞別に来た友人から、車中で読めと言って渡された夕刊や雑誌の中に、『週刊朝日』5月15日号があった。同号に掲載された小松恒夫の現地ルポ「水俣病を見よ」に衝撃を受けた桑原は、水俣病の取材撮影を決意。小松に水俣市立病院（現・国保水俣市立総合医療センター）の大橋登院長宛ての紹介状を書いてもらい、同年7月14日、熊本県水俣市に入る。大橋が「写真でいったい何ができるのか」と問うと、桑原は「水俣を撮ることで写真家への登竜門をくぐれるのではないかと考え、水俣に来た。市立病院内部の撮影を許可していただきたい」と答えた。大橋は許可し、桑原は水俣病専用病棟などで撮影を開始した。のちに大橋は桑原に「桑原さんは本音を言った。正直だった。それで同意したんだ」と言ったといい、桑原は「建前をしゃべっていたらおそらく、取材拒否されたんじゃないかと思う」と述べている。
1962年1月、『朝日ジャーナル』副編集長の高津幸男は高度成長の問題点について記事を連載。水俣病を取材した際に知り合った東大大学院生の宇井純を、高津は東京で桑原に紹介した。同誌2月4日号にルポ「問題の地（4） 水俣」が掲載される。高津はルポの中で「水俣病は“解決ずみ”とでも言いたげである。しかし“解決ずみ”の中身があやしい」と書いた。
同年8月11日、宇井と桑原は新日本窒素肥料（現・チッソ）水俣工場附属病院に行き、医師小嶋照和に取材。小嶋は厚い書類を出し、ありきたりの医学の話をしたあと、書類を置いたまま中座する。二人は「精溜塔廃液について」と題された社内研究班の水俣病原因物質追試実験報告書のページをめくる。桑原は接写レンズを向けた。それは「ネコ400号」実験の結果に基づき、酢酸工程の水銀廃液を濃度別に多数のネコに与え、水俣病になるまでの日数の違いまでも確認した追試の記録だった。接写データを解読した宇井は真相をつかみ、のちに膨大な調査記録をまとめた。
同年9月15日、桑原は有楽町の富士フォトサロンで初の写真個展「水俣病―工場廃液と沿岸漁民」を開催。105点を展示した。富士写真フイルム（現・富士フイルム）は化学業界から個展中止の圧力を受けるが、同社宣伝課長がこれをはねのけ、10日間開会された。同個展は日本写真批評家協会新人賞を受賞した。同年、『世界』11月号に、水俣市の未認定患者の家庭、タコ漁、食事風景など5枚のグラビア写真を掲載。
「韓国」、南ベトナム、ロシアなども取材。
1970年に日本写真協会年度賞、「ドキュメント二人展」(1982年)で伊奈信男賞を英伸三とともに受賞。
2014年、写真展「不知火海」および写真集「水俣事件」で土門拳賞を受賞。現在、日本写真家協会常務理事。
2021年、ユージン・スミスを題材にした映画『MINAMATA-ミナマタ-』の日本全国公開（9月23日）に合わせ、急遽桑原の写真展「MINAMATA」の開催が決まった。期間は9月15日〜10月16日。東京都港区の「ギャラリーイー・エム西麻布」で初期の1960年代を中心に34枚が展示された。

## 受賞
- 1962年 - 日本写真批評家協会新人賞を受賞。個展「水俣病―工場廃液と沿岸漁民」に対して。
- 1965年 - 講談社出写真賞を受賞。「韓国」（「太陽」「週刊朝日」掲載）。
- 1971年 - 日本写真協会年度賞を受賞。写真集「水俣病1960～1970」。
- 1982年 - 伊奈信男賞を受賞。「ドキュメント水俣、韓国、ベトナム」。
- 2006年 - フォトシティさがみはら賞を受賞。
- 2014年 - 土門拳賞を受賞。

## 主な写真展
- 1962年 - 個展「水俣病―工場廃液と沿岸漁民」富士フォトサロン・東京
- 1966年 - 個展「韓国民族分断の悲劇」富士フォトサロン・東京
- 1979年 - 個展「ベトナム」銀座ニコンサロン・東京
- 1982年 - 「ドキュメント水俣、韓国ベトナム」銀座・新宿・大阪ニコンサロン
- 1989年 - 個展「韓国激動の四半世紀」朝鮮日報美術館（韓国ソウル）
- 1994年 - 個展「病める大国・ロシア」銀座ニコンサロン・東京・大阪
- 2021年 - 個展「MINAMATA」ギャラリーイー・エム西麻布

## 主な著作
- 「水俣病」三一書房、1965年
- 「水俣病1960～1970」朝日新聞社、1970年
- 「生活者群像」三一書房、1980年
- 「水俣・韓国・ベトナム」晩聲社、1982年
- 「高麗・李朝現代陶磁器撰」毎日新聞社、1985年
- 「水保」径書房、1986年
- 「韓国原影」三一書房、1986年
- 「陶磁の里‐高麗・李朝」岩波書店、1986年
- 「写真で何ができるか」（共著）大月書店、1986年
- 「報道写真家」岩波書店、1989年
- 「韓国真惜吐露」大月書店、1990年
- 「病める大国・ロシア」ニコン・平凡社、1995年
- 「日本の公害」第2集・「水俣」日本図書センター、1996年
- 「報道写真に生きる」草の根出版会、1997年
- 「水俣の人びと」草の根出版会、1998年
- 「桑原史成全集」第2集・『韓国』草の根出版会、1998年
- 「桑原史成全集」第4集・『ベトナム』草の根出版会、1999年
- 「イムジンガン―垣間見た北朝鮮」草の根出版会、2003年
- 「桑原史成全集」第1集・『水俣』草の根出版会、2004年
- 「桑原史成全集」第3集・『筑豊/沖縄』草の根出版会、2004年
- 「写真集 水俣を見た7人の写真家たち」（共著）写真集水俣を見た7人の写真家たち編集委員会、2007年
- 「水俣事件 The MINAMATA Disaster 桑原史成写真集」藤原書店、2013年
- 「水俣を忘れない (写真で読む)」草土文化、2014年